# Mezinárodní filmový festival v Transylvánii
Mezinárodní filmový festival v Transylvánii (anglicky Transilvania International Film Festival, zkratka TIFF, rumunsky Festivalul Internațional de Film Transilvania) je první mezinárodní festival celovečerních filmů v Rumunsku, který se koná každoročně v historickém hlavním městě Transylvánie, Kluži. TIFF, založený v roce 2002 Rumunskou filmovou propagací (rumunsky: Asociația pentru Promovarea Filmului Românesc), se rychle rozrostl a stal se nejdůležitější filmovou akcí v Rumunsku. Je členem Aliance filmových festivalů střední a východní Evropy (CentEast) a je podporován programem Kreativní Evropa – MEDIA.
Festival se koná na 20 místech po celém městě, včetně venkovních a netradičních míst. Od roku 2007 se festival koná také v Sibiu. V tomto roce byla Sibiu prohlášena Evropským hlavním městem kultury. Hlavním cílem Mezinárodního filmového festivalu Transilvania je propagace filmového umění uváděním některých z nejinovativnějších a nejpozoruhodnějších filmů současnosti, které se vyznačují originalitou a nezávislostí vyjádření, odrážejí neobvyklé formy filmového jazyka nebo se zaměřují na současné trendy v kultuře mládeže.
Od roku 2018 se festival koná také v Oradei.
Festival také vytvořil silnou vzdělávací platformu pro děti prostřednictvím EducaTIFF (oceněné jako Nejlepší vzdělávací projekt v Rumunsku na galavečeru Education Awards Gala v roce 2011) a pro teenagery prostřednictvím Let's Go Digital!. Intenzivní workshop dává teenagerům příležitost projít si všechny kroky filmové tvorby pod dohledem filmových profesionálů a s využitím moderního vybavení.
Po letech nepřetržité práce na propagaci rumunské kinematografie a vítání mezinárodních hostů, kteří se chtějí setkat s národními produkcemi a jejich filmaři, festival v roce 2015 shrnul své aktivity v rámci filmového průmyslu pod jednu střechu. TIFF – Industry je otevřený talentům z Rumunska a Moldavska a sdružuje Transilvania Talent Lab (TTL) – praktický program věnovaný začínajícím talentům, a Transilvania Pitch Stop (TPS) – workshop na míru pro celovečerní hrané filmy, zakončený veřejnou prezentací a individuálními setkáními. TIFF – Industry pořádá sérii masterclassů, které sdružují odborníky na rozvoj publika a psaní scénářů, filmové režiséry, dokumentaristy a osobnosti. TIFF Industry také zahrnuje uzavřené projekce pro členy filmového průmyslu a speciální projekce nejnovějších rumunských filmů za přítomnosti jejich filmařů.
Festival v roce 2007 využil postavu hraběte Draculy pro propagační materiály spolu s maskotem připomínajícím hraběte Orloka z filmu Nosferatu z roku 1922 inspirovaného Draculou, po kterém následovalo promítání klasického filmu.
V roce 2016 TIFF přilákal více než 120 000 návštěvníků.

## Festivalová ocenění (výběr)
- Trofej Transylvánie
- Cena za nejlepší režii
- Zvláštní cena poroty
- Cena za nejlepší herecký výkon
- Zvláštní uznání poroty
- Cena diváků
- Cena za celoživotní dílo

Ocenění Trofej Transylvánie obdrželi:
| Rok  | Film                                     | Režisér                         | Země      |
| ---- | ---------------------------------------- | ------------------------------- | --------- |
| 2024 | Girls Will Be Girls                      | Shuchi Talati                   | Indie     |
| 2023 | Like a Fish on the Moon                  | Dornaz Hajiha                   | Írán      |
| 2022 | Utama                                    | Alejandro Loayza Grisi          | Bolívie   |
| 2021 | The Whaler Boy                           | Philipp Yuryev                  | Rusko     |
| 2020 | Babyteeth                                | Shannon Murphy                  | Austrálie |
| 2019 | MONOS                                    | Alejandro Landes                | Kolumbie  |
| 2018 | Las herederas                            | Marcelo Martinessi              | Paraguay  |
| 2017 | Chemi Bednieri Ojakhi                    | Nana Ekvtimishvili, Simon Groß  | Georgie   |
| 2016 | Câini                                    | Bogdan Mirică                   | Rumunsko  |
| 2015 | El incendio                              | Juan Schnitman                  | Argentina |
| 2014 | Stockholm                                | Rodrigo Sorogoyen               | Španělsko |
| 2013 | Ship of Theseus                          | Anand Gandhi                    | /         |
| 2012 | Oslo, 31. august                         | Joachim Trier                   | Norsko    |
| 2011 | Sin retorno                              | Miguel Cohan                    | /         |
| 2010 | Jao nok krajok                           | Anocha Suwichakornpong          | Thajsko   |
| 2009 | Nord                                     | Rune Denstad Langlo             | Norsko    |
| 2009 | Polițist, adjectiv                       | Corneliu Porumboiu              | Rumunsko  |
| 2008 | Intimidades de Shakespeare y Víctor Hugo | Yulene Olaizola                 | Mexiko    |
| 2007 | La sagrada familia                       | Sebastián Lelio                 | Chile     |
| 2006 | A fost sau n-a fost?                     | Corneliu Porumboiu              | Rumunsko  |
| 2005 | 4                                        | Ilya Khrzhanovsky               | /         |
| 2005 | Whisky                                   | Juan Pablo Rebella, Pablo Stoll | /         |
| 2004 | Días de Santiago                         | Josué Méndez                    | Peru      |
| 2003 | Nói albinói                              | Dagur Kári                      | /         |
| 2002 | Occident                                 | Cristian Mungiu                 | Rumunsko  |